# Liste autofreier Orte

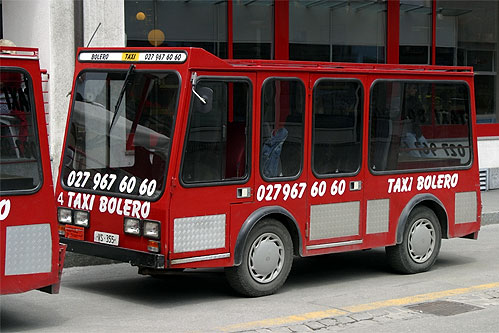
Elektrofahrzeug in Zermatt

Die folgenden Orte sind autofrei. Autofrei heißt in diesem Zusammenhang im Allgemeinen, dass in diesen Ortschaften keine oder nahezu keine privaten Kraftfahrzeuge verkehren dürfen. Teilweise wird unterschieden zwischen Fahrzeugen mit Verbrennungsmotoren, die verboten sind, und Elektrofahrzeugen, die beispielsweise mit Spezialbewilligung erlaubt sind. Bei Fahrzeugen von Blaulichtorganisationen, Schneepflügen, Bussen des öffentlichen Verkehrs und ähnlichen Fahrzeugen sind manchmal Verbrennungsmotoren erlaubt.
Autofreie Orte befinden sich häufig auf Inseln und in isolierter Lage im Gebirge, wo von vornherein kein Durchzugsverkehr vorhanden ist. Nicht mitaufgenommen sind selbstverständlich die vielen Orte weltweit, die schlicht noch nicht an das Straßennetz angebunden sind, oder wo aus anderen Gründen mangelnder wirtschaftlicher Entwicklung noch keine Autos verkehren. Die hier genannten Orte deklarieren sich mit Absicht als autofrei.

## Liste

### Brasilien
- Ilha de Tinharé

### China (VR)
- Gulangyu

### Dänemark
- Bjørnø
- Christiansø
- Livø
- Nekselø
- Tunø

### Deutschland
- Baltrum
- Fraueninsel
- Helgoland (außer Einsatzfahrzeuge der Polizei mit elektrischem Antrieb [VW Golf und Piaggio Porter Electric])
- Herreninsel
- Juist
- Insel Hiddensee
- Langeoog
- Neuwerk
- Spiekeroog
- Wangerooge

### Frankreich
- Mont Saint-Michel
- Girolata
- Île de Bréhat
- Île de Porquerolles
- Île de Batz
- Île d’Houat
- Île de Sein

### Griechenland
- Angistri
- Hydra[1]
- Pserimos
- Spetses

### Hongkong
- Lamma Island

### Indonesien
- Gili-Inseln[2]

### Italien
- Chamois, Aostatal
- Civita di Bagnoregio
- Liparische Inseln (Gemeinde Lipari, sieben bewohnte Inseln)[3]
- Venedig (mit Ausnahme einiger Gebiete wie Piazzale Roma und Tronchetto) und die meisten Inseln in der Lagune (z. B. Murano, Burano, Mazzorbo, S.Michele, S.Servolo aber nicht Lido und Pellestrina)[4]

### Kenia
- Lamu

### Kroatien
- Ilovik

### Nepal
- Namche Bazar und viele umliegenden Orte in der Khumbu-Region

### Niederlande
- Giethoorn
- Schiermonnikoog
- Vlieland

### Österreich
- Oberlech, Vorarlberg (nur Wintersaison)
- Serfaus, Tirol (nur Wintersaison)

### Schweden
- Marstrand

### Schweiz
- Belalp
- Bettmeralp[5]
- Braunwald[5]
- Eggberge
- Fextal
- Fiescheralp
- Gimmelwald
- Grächen
- Gspon
- Landarenca
- Lauchernalp
- Mürren[5]
- Niederrickenbach
- Quinten
- Rasa
- Rigi Kaltbad[5]
- Riederalp[5]
- Rosswald[6]
- Saas-Fee[5]
- Schatzalp
- Stoos[5]
- Wengen[5]
- Wirzweli
- Zermatt

### Senegal
- Gorée

### Vereinigtes Königreich
- Herm
- Kronbesitzung Sark (Insel) (Traktoren sind erlaubt)[7]

### Vereinigte Staaten von Amerika (USA)
- Mackinac Island (Ausnahmen für Ambulanz und einzelne Baufahrzeuge)